# Marija Golubeva
Marija Golubeva, née le 28 juin 1973, est une femme politique lettonne membre de Développement/Pour !. 
De juin 2021 à mai 2022, elle est ministre de l'Intérieur dans le gouvernement Kariņš I.

## Biographie
Après une licence en anglais et littérature obtenue en 1994 à l'université de Lettonie, elle part fait un master en histoire à l'université d'Europe centrale puis son doctorat à l'université de Cambridge.
Lors des élections législatives de 2018, elle entre à la Saeima en tant que membre du parti Développement/Pour !.
Le 3 juin 2021, elle est choisie pour remplacer Sandis Ģirģens (en) au poste de ministre de l'Intérieur dans le gouvernement Kariņš I.
Elle assume son homosexualité et est la première personne ouvertement LGBT+ membre du gouvernement letton.